# Fort Chipewyan
Fort Chipewyan é um município localizado na província de Alberta, Canadá, próximo ao Parque Nacional Wood Buffalo. Sua população, em 2001, era de 537 habitantes.

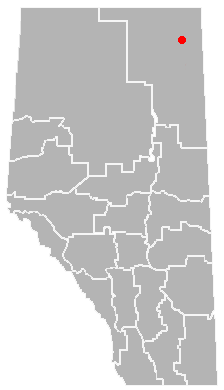
Localizaçao de Fort Chipewyan em Alberta.